# کولین فلمینگ
 کولین فلمینگ (انگلیسی: Colin Fleming؛ زاده ۱۳ اوت ۱۹۸۴) یک تنیس‌باز اهل بریتانیا است.